# Irlanda ai Giochi della XXXIII Olimpiade
L'Irlanda ha partecipato ai Giochi della XXXIII Olimpiade, svoltisi a Parigi dal 26 luglio all'11 agosto 2024, con una delegazione di 142 atleti (incluse le riserve), 74 uomini e 68 donne, in 15 sport e 17 discipline.
I portabandiera alla cerimonia di apertura sono stati Shane Lowry e Sarah Lavin.

## Delegazione
| Sport            | Uomini | Donne | Totale |
| ---------------- | ------ | ----- | ------ |
| Atletica leggera | 9      | 17    | 26     |
| Badminton        | 1      | 1     | 2      |
| Canoa/kayak      | 2      | 2     | 4      |
| Canottaggio      | 6      | 10    | 16     |
| Ciclismo         | 2      | 6     | 8      |
| Equitazione      | 5      | 4     | 9      |
| Ginnastica       | 1      | 0     | 1      |
| Golf             | 2      | 2     | 4      |
| Hockey su prato  | 19     | 0     | 19     |
| Nuoto            | 6      | 6     | 12     |
| Pugilato         | 4      | 6     | 10     |
| Rugby a 7        | 12     | 12    | 24     |
| Taekwondo        | 1      | 0     | 1      |
| Tuffi            | 1      | 1     | 2      |
| Vela             | 3      | 1     | 4      |
| Totale           | 74     | 68    | 142    |